# Joop van Erven
Joop van Erven (* 1949) ist ein niederländischer Jazz-Schlagzeuger.

## Leben und Werk
Van Erven studierte bis 1974 klassisches Schlagzeug. Danach wirkte er in Bands verschiedener niederländischer Jazzmusiker mit, u. a. bei Willem van Manen, Herman de Wit und Paul van Kemenade. Mit Loek Dikker unternahm er Tourneen durch Europa, Kanada und die USA. Zwischen 1976 und 1980 veranstaltete er mit Guus Tangelder Jazzworkshops am Konservatorium von Arnheim. Er unterrichtet dort und an der Artez Hogeschool voor de kunsten Arnhem. Seit 1991 ist er Mitglied der Bigband von Michiel Braam. Daneben war er beim Shaffy-Theatre und der Musikgruppe De Ereprijs aktiv. Er wirkt auch in klassischen Schlagzeugensembles mit und komponiert.